# Blackdown Rings
Die Blackdown Rings (auch Loddiswell genannt) sind ein Erdwerk aus der Eisenzeit bei Hazelwood östlich von Plymouth in Devon, England. 
Es ist oval und bedeckt von einem Wall mit einem externen Graben umschlossen etwa 2,4 Hektar. Der Wall auf den eine etwa 6,0 m lange Rampe führt, ist etwa 1,7 Meter hoch. Es gibt zwei etwa 8,0 m Breite Durchgänge im Osten und Westen. Es besteht aus einer normannischen Motte aus dem 12. Jahrhundert, die in die vorgeschichtliche Wallanlage eingebaut ist und liegt in einer Höhe von etwa 185 m NN und bietet einen Ausblick über den River Avon.